# 济宁站

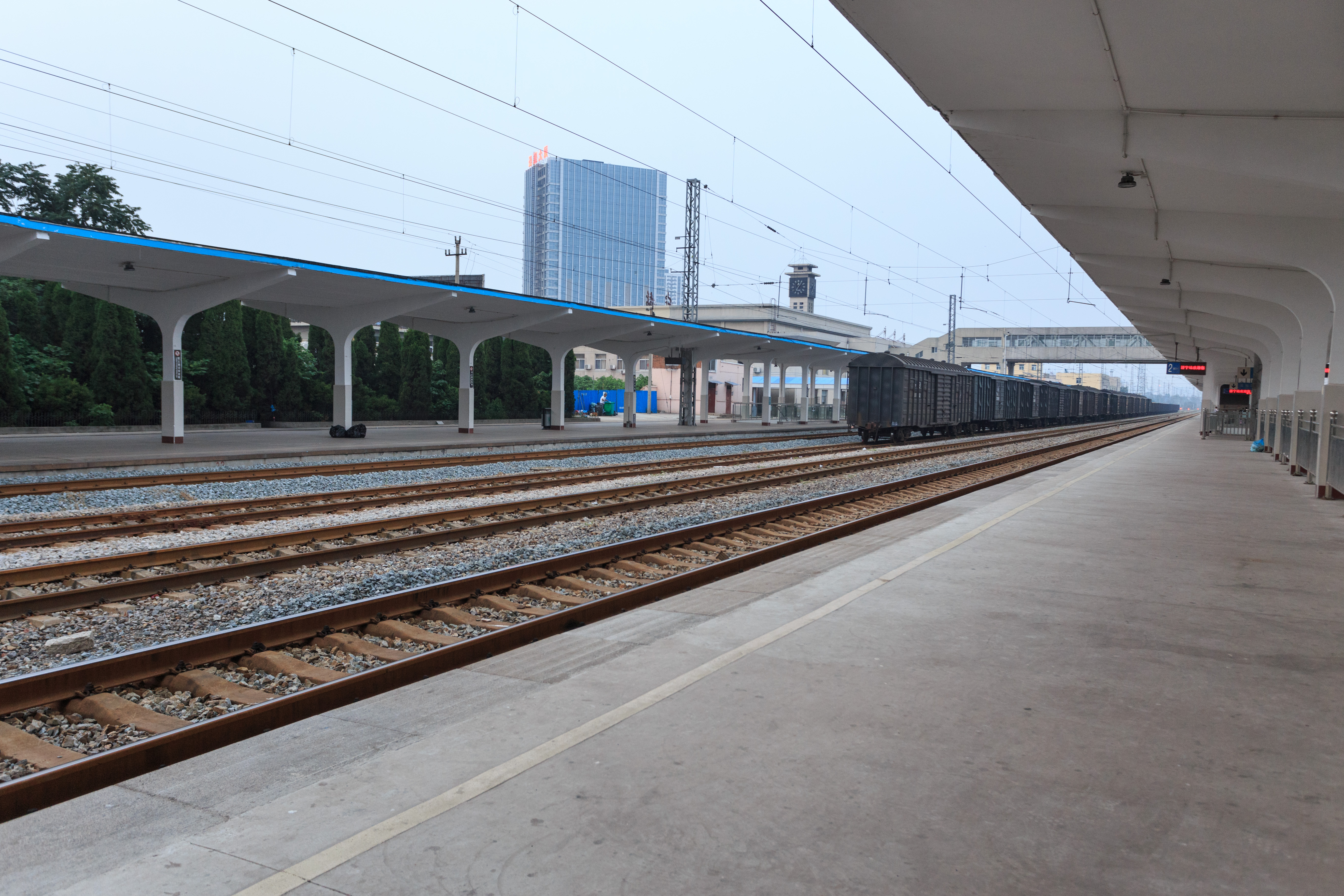
站台

济宁站，位于中华人民共和国山东省济宁市任城区，是新兖铁路上的火车站，中心里程位于新兖铁路274公里535米处。建于1912年，为济南铁路局兖州车务段管辖的客货运二等站。

## 車站周邊
- 济宁市第十八中学
- 济宁大观园批发市场
- 中国邮政储蓄银行济宁市车站西路营业所
- 济宁市新华职业学校
- 汉庭酒店济宁火车站店
- 济宁医学院任城校区
- 格林豪泰酒店济宁火车站店
- 济宁博爱医院
- 济宁市第一人民医院
- 济宁汽车总站
- 7天酒店济宁火车站店
- 如家酒店万达广场汽车总站店
- 济宁交通医院
- 济宁市公路管理局
- 济宁市任城区英才高级中学
- 济宁市国光小区

## 歷史
- 建于1912年。
- 1996年6月2日，济宁车务段建立，济宁站撤销独立建制，成为段管二等站。
- 2003年7月，沿用45年的济宁火车站旅客候车室全部拆除，开始于原址扩建新的旅客候车大厅。
- 2003年10月，济宁车务段更名为兖州车务段。
- 2004年9月28日，济宁站新建成的旅客候车大厅正式启用。[1]